# Hasanipalatset
Hasanipalatset var ett palats i Bagdad i Irak. Byggnaden var det första av kalifens palats som uppfördes i östra Bagdad, och fungerade som abbasidernas huvudresidens under 800- och 900-talen. Det fungerade som mittpunkt i det komplex av flera kungliga palats och trädgårdar som kom att utgöra residens för kaliferna i Bagdad fram till Bagdads fall 1258. 
Palatset uppfördes ursprungligen av minister Ja'far ibn Yahya och blev så provocerande praktfullt att han ombads skänka det till kalifen. Kalifen Al-Mamun flyttade in dit från Gyllene Portens Palats år 803, och efter hans tronbestigning 813 fungerade det som huvudresidens åt abbasiderna i två sekel. Det kom att bli centrum i ett komplex av flera kungliga palats, som växte ut i trädgårdar runtomkring det. 
Under 900-talet ersattes det i praktiken av Tajpalatset som abbasidernas huvudresidens. 